# Bröthen
Bröthen ist eine Gemeinde im Kreis Herzogtum Lauenburg in Schleswig-Holstein.

## Geographie
Die Gemeinde grenzt im Süden an das Bundesland Mecklenburg-Vorpommern, im Osten und Norden an die Gemeinde Langenlehsten und im Westen an die Gemeinden Büchen und Witzeeze.
Der Bach Riedebeck entspringt im Gemeindegebiet von Bröthen und bildet im Südwesten die Grenze zu Mecklenburg-Vorpommern, während die Delvenau im Westen Grenzfluss Bröthens ist. Bröthen erstreckt sich im Nordosten bis in den Bergholzer Forst.

## Geschichte
Der Ort Bröthen wurde im Ratzeburger Zehntregister von 1230 als Brotne (slawisch = Furt) erstmals urkundlich als Teil des Kirchenspiels Büchen erwähnt. Der Ort entstand durch ursprünglich zwei slawische Siedlungen an der Riedebek.
Für die Folgezeit liegen nur wenige Belege vor. Möglicherweise lag das heutige Gemeindegebiet nach dem Dreißigjährigen Krieg jahrzehntelang wüst, bis der Ort an der heutigen Stelle neu errichtet wurde.
Die Bröthener Bürger waren teilweise Lauenburgische Amtsbürger, teilweise zum Gut Gudow gehörig. Kirchlich gehörten alle zum Kirchspiel Büchen.
Mit der Einführung der Festlegung des Gemeindebezirkes durch Preußen Anfang der 1870er Jahre kam die Niebuhrschleuse am Delvenau-Stecknitz-Kanal mit Schankwirtschaft zur Gemeinde. In der zweiten Hälfte des 19. Jahrhunderts verlor der Kanal durch den Ausbau des Eisenbahnnetzes zunehmend an Bedeutung. Der Bau des Elbe-Lübeck-Kanals ab 1896 berührte Bröthen nicht. Erst 1926 erfolgte der Ausbau der Straße von Bröthen nach Büchen.
Am Ende und nach dem Zweiten Weltkrieg erreichte die Einwohnerzahl ihr bisheriges Maximum. Im Jahre 1950 lebten 312 Menschen in Bröthen.
Von 1945 bis 1989 war Bröthen Grenzort am Eisernen Vorhang.
In der Nacht zum 1. Mai 1976 wurde Michael Gartenschläger beim Versuch, Selbstschussanlagen vom Typ SM-70 an der Grenze zu demontieren, in der Nähe Bröthens erschossen.
Über 20 Jahre nach der Grenzöffnung gibt es noch immer keine direkte Straßenverbindung zum Nachbarort Schwanheide.

## Politik

### Gemeindevertretung
Bei der Kommunalwahl 2023 errang die Wählergemeinschaft Bröthen erneut alle neun Sitze in der Gemeindevertretung. Die Wahlbeteiligung betrug 61,2 Prozent.

### Wappen
Blasonierung: „In Blau zwischen schräglinks silbernen Doppelbogenflanken schräglinks ein aufrechtes silbernes Schwert, oben rechts ein linksgewendeter roter Pferdekopf, und unten links ein rotes Rad, schräglinks darüber rote Flammenzungen.“

## Natur
Das Naturschutzgebiet Stecknitz-Delvenau-Niederung liegt am Rande des Bröthener Gemeindegebietes. Bis auf den äußersten Süden zählt Bröthen zum Naturpark Lauenburgische Seen.
In den letzten Jahren wurden Teile der Gemeinde renaturiert. So entstanden Feuchtgebiete und Heidelandschaften und es blieben Tier- und Pflanzengattungen wie zum Beispiel der Raubwürger oder die Wespenspinne erhalten.